# Фекст
Міфічна нежить, істота в слов'янській міфології. Його витоки знаходяться в жахах Тридцятилітньої війни (XVII століття). Кажуть, що фексти невразливі для куль, за виключенням кулі зі скла. Деяких великих полководців того часу називали фекстами через безліч невдалих спроб замахів на них.

## Етимологія назви
Слово "fext" походить від німецького "kugelfest", що означає "куленепробивний".

## Міфологія
Словом "fest" або "fext" в Чехії називали невразливих людей, що живуть незвичайно довге життя.
За легендою вважається, що для створення фекста потрібно щоб дитина родилась в амніотичній оболонці; плацента дитини висушується та зберігається. Коли дитина достатньо підросте, збережена плацента прикріпляється під ліву руку дитини. Інколи дитина може померти і відразу відродитися фекстом, а інколи може продовжувати жити і переродитися лише після природної смерті.
Фексти сильніші будь-якої людини, вкрай витривалі і міцні, мають неймовірні рефлекси, спритність і влучність. Крім того, вони завжди мають якусь рекуперативної здатністю, наприклад, швидка регенерація або (частіше) невразливість, що дозволяє їм жити невизначено довго.